# Fannia vespertilionis
Fannia vespertilionis är en tvåvingeart som beskrevs av Ringdahl 1934. Fannia vespertilionis ingår i släktet Fannia och familjen takdansflugor. Arten är reproducerande i Sverige. Inga underarter finns listade i Catalogue of Life.